# Fronteira (Portugiesisch-Timor)

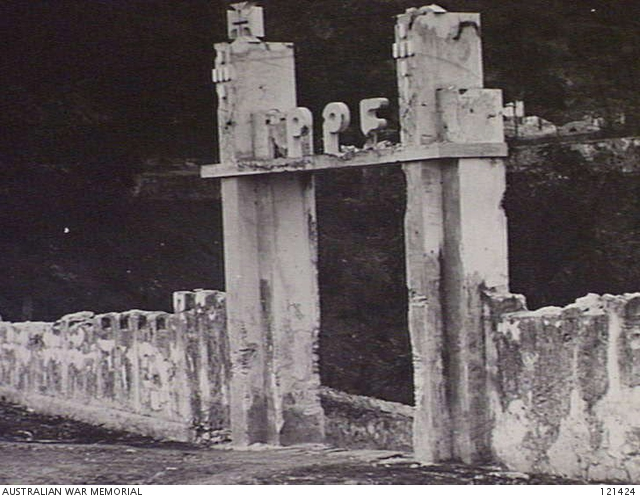
Tor zur Residenz des Distriktsadministrators in Vila Armindo Monteiro (1945)

Fronteira (deutsch Grenze) war eine Verwaltungseinheit in der Kolonie Portugiesisch-Timor. Hauptstadt war der nach dem portugiesischen Politiker Armindo Monteiro umbenannte Ort Vila Armindo Monteiro, der nach dem Zweiten Weltkrieg den Namen Aubá trug. Heute heißt der Ort wieder Bobonaro.

## Geschichte
Im Januar 1934 wurde mit den Verwaltungsbezirken (deutsch Circunscrições) ein ziviles Verwaltungssystem für die Kolonie eingeführt. Das Gebiet der heutigen Gemeinden von Bobonaro und Cova Lima wurden zum Verwaltungsbezirk Fronteira zusammengefasst. Bis 1937 war Manuel Jesus Pires Administrator von Fronteira.
Im Zweiten Weltkrieg besetzten die Japaner 1942 in der Schlacht um Timor die portugiesische Kolonie. Nach der Rückkehr der portugiesischen Kolonialverwaltung wurden zunächst alle Verwaltungseinheiten wieder zentral regiert. Am 18. Juli 1946 wurden die Verwaltungsstrukturen wieder in Kraft gesetzt. Fronteira wurde zunächst in die zwei eigenständige Verwaltungsbezirke Bobonaro und Cova Lima geteilt, doch bereits 1955 wurden aus wirtschaftlichen Gründen alle Gebiete an der Grenze zu Westtimor wieder zum Verwaltungsbezirk Fronteira vereinigt. Im Mai 1960 wurde Fronteira zum Kreis (portugiesisch Concelho) erhoben.
Am 1. September 1961 wurde mit dem Dekret n.º 43889 Fronteira endgültig in die Kreise Bobonaro und Cova Lima aufgeteilt.

## Geographie und Gliederung

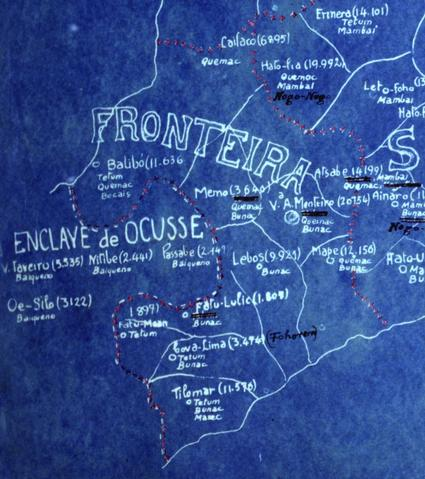
Historische Karte von Fronteira mit seinen Postos, deren Einwohnerzahlen und den dort gesprochenen Sprachen (Álbum Fontoura)

Im Nordwesten von Fronteira lag die Sawusee, im Süden die Timorsee. Im Norden grenzte es an den Verwaltungsbezirk (später Kreis) Dili und im Osten an den Verwaltungsbezirk Suro (Soro), dessen nordwestlicher Teil zusammen mit dem Westen Dilis 1946 zum Verwaltungsbezirk Ermera wurde. Im Südwesten blieb Suro der Nachbarsbezirk. Im Westen lag die namensgebende Grenze zum niederländischen Teil Westtimors, der seit dem Zweiten Weltkrieg zu Indonesien gehört.
Fronteira war ursprünglich in elf Postos aufgeteilt:
- Vila Armindo Monteiro (20.754 Einwohner)
- Atsabe (14.199)
- Balibó (11.636)
- Cailaco (6.895)
- Fato-Lúlic (1.805)
- Fato-Méan (1.897)
- Fohorém (auch Cova Lima genannt, 3.474)
- Lebos (9.921)
- Memo (3.640)
- Mape (12.156)
- Tilomar (11.576)

Der Posto Atsabe kam zwischen Ende des Zweiten Weltkriegs und 1955 zu Ermera.